# IJsbaan Hakuchōdai Elementary School
De IJsbaan Hakuchōdai Elementary School is een ijsbaan in Abashiri, een stad in de prefectuur Hokkaido in het noorden van Japan. De openlucht-natuurijsbaan ligt op 17 meter boven zeeniveau. De baan heeft een lengte van 200 m. 
Erkende ijsbanen

Niet-erkende ijsbanen